# Emmanuel Lewis
Emmanuel Lewis (New York, 9 marzo 1971) è un attore statunitense.

## Biografia
È divenuto famoso nel corso degli anni ottanta per la situation comedy Webster, in cui interpretava il ruolo del protagonista Webster Long. È affetto da nanismo: ciò non gli ha impedito di praticare il taekwondo. 
Nel 1997 ha conseguito la laurea alla Clark Atlanta University.

## Filmografia

### Cinema
- Dickie Roberts - Ex piccola Star (Dickie Roberts - Former Child Star), regia di Sam Weisman (2003) – Se stesso
- Kickin It Old Skool, regia di Harvey Glazer (2007)

### Televisione
- A Midsummer Night's Dream, regia di Emile Ardolino – film TV (1982)
- Webster – serie TV, 150 episodi (1983–1989)
- Love Boat (The Love Boat) – serie TV, episodio 8x05 (1984)
- Lost in London, regia di Robert Michael Lewis – film TV (1985)
- The New Adventures of Mother Goose, regia di Chris Delaney – film TV (1995)
- Otto sotto un tetto (Family Matters) – serie TV, episodio 8x17 (1997) – Se stesso
- Moesha – serie TV, episodio 3x15 (1998)
- Malcolm & Eddie – serie TV, episodio 3x21 (1999) – Se stesso
- One on One – serie TV, episodio 5x06 (2005) – Se stesso